# Toto Brothers Company
Pour les articles homonymes, voir Toto.
La Toto Brother's Company est un duo d'auteurs de bande dessinée composé des frères Philippe et François Torrès dont l'un écrit et l'autre dessine. Toto, celui qui dessine, est aussi sculpteur.

## Publications
- Gratman
- Les Dossiers noirs de Youssef Ben Flikar

1. Coup de boule à Istambul (1988 - Éditions Sorg)

- Aspic & Comac, les flingotrafiquants

1. Big Mag (1995 - Soleil Productions)
2. Combat de coke (2000 - Éditions Pointe Noire)
3. Hors série n&b : Sortez les calibres ! (1999 - Éditions Pointe Noire)

- Banc d'essai 'Ze fabulous Rudolf und ze incredibeul Valentinaz) (Pif Gadget)
- L'Avare (pour la mise en scène) Collection Commedia (2006 - Éditions Vents d'Ouest)[3]
- Lily la rouge (pour certains scénarios) dessinateur Eric Godeau (Pif Gadget)
- Taillé dans le roc, une aventure du Garde Républicain[4] édité chez Hexagon comics

## Sculptures monumentales
- Jeu d'acier, Rond -Point de Bellejame, le long du Centre National de Rugby, Marcoussis [5](Essonne)
- La Belle des Bois, rond-point de la Belle des Bois, près RN20, La Ville-du-Bois (Essonne)[6]
- Tapefer, Tirschenreuth (Allemagne)
- Monument aux morts de Brouy (Essonne), inauguré pour le centenaire de l'armistice[7]